# Chisocheton sarawakanus
Chisocheton sarawakanus är en tvåhjärtbladig växtart som först beskrevs av C. Dc., och fick sitt nu gällande namn av Hermann August Theodor Harms. Chisocheton sarawakanus ingår i släktet Chisocheton och familjen Meliaceae. Inga underarter finns listade i Catalogue of Life.